# Amano Tameyuki

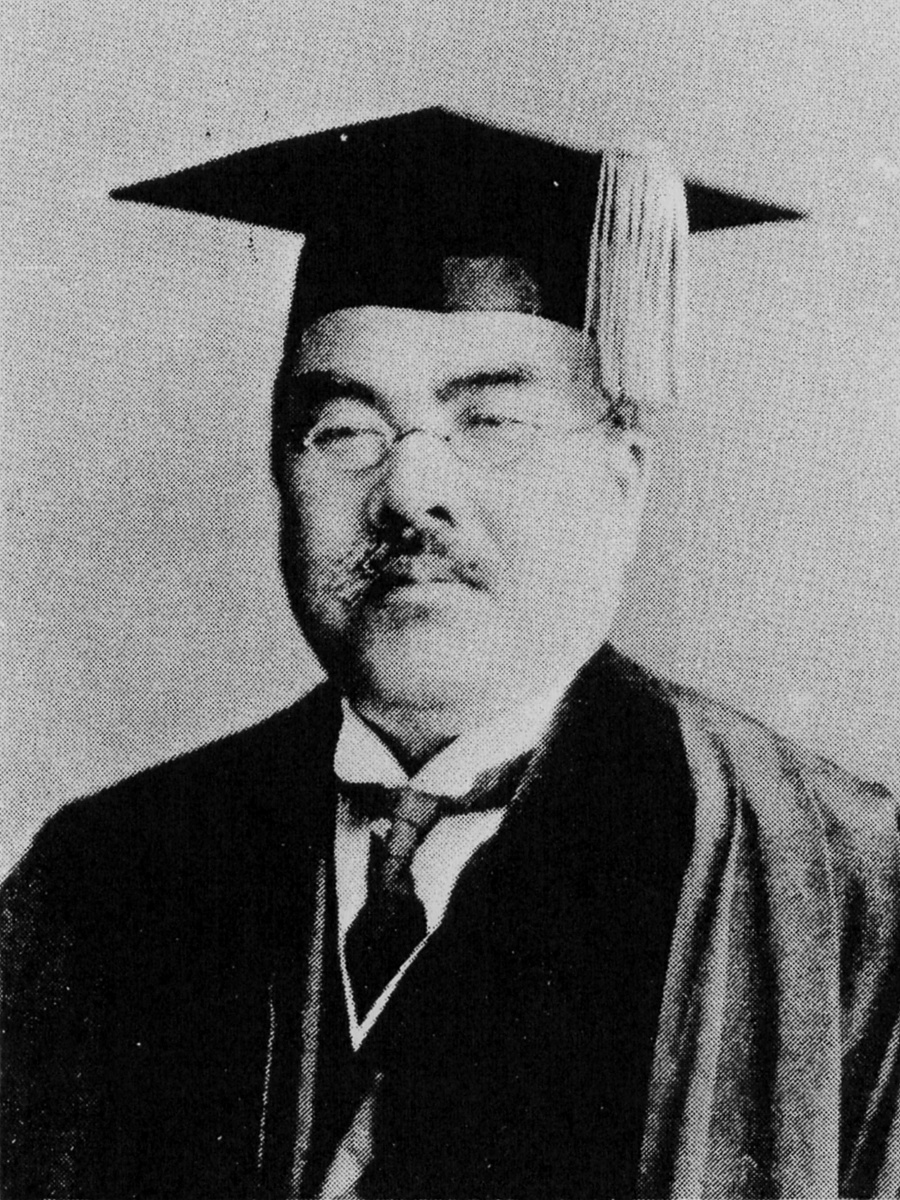
Amano Tameyuki

Amano Tameyuki (japanisch 天野 為之; geboren 6. Februar 1861 in Edo, heute Tokio, (Provinz Musashi); gestorben 26. März 1938) war ein japanischer Ökonom und Pädagoge.

## Leben und Wirken
Amano Tameyuki wurde als ältester Sohn des Han-Arztes des Karatsu-Han (唐津藩) in Edo geboren. 1882 macht er seinen Studienabschluss an der Universität Tokio im Fach Politikwissenschaft der Geisteswissenschaftlichen Fakultät. Er wurde sofort Vollzeitdozent an der Tōkyō Semmon Gakkō (東京専門学校), der Vorgängereinrichtung der Waseda-Universität. Im Jahr 1917 kam es zu den Waseda-Unruhen. Er hatte sich als Präsident und Professor leidenschaftlich für eine gute Leitung und Ausbildung an der Universität eingesetzt, trat aber nun, zusammen mit Takada Sanae (1860–1938) und Tsubouchi Shōyō (1859–1935), zurück. Man nannte sie daher die „Drei Aufrechten von Waseda“ (早稲田三尊, Waseda sanzon).
Amano hatte bereits an der Gründung der „Waseda Jitsugyo Schule“ (早稲田実業学校) mitgewirkt und war von 1902, dem Jahr nach der Gründung, bis zu seinem Tod am 26. März 1938 Direktor der Schule. Weiter kandidierte er bei den ersten allgemeinen Parlamentswahlen in Japan 1890 als Kandidat für die Partei Rikken Kaishintō der Präfektur Saga und wurde gewählt. Obwohl es nur eine Amtszeit wurde, wirkte er tatkräftig als Mitglied des Repräsentantenhauses.
Er war auch von 1895 bis 1907 an der Gründung und Leitung der Wirtschaftszeitung „Tōyō Keizai Shimpō“ (東洋経済新報) beteiligt und veröffentlichte zahlreiche Kritiken. Seine Ideen waren angelehnt an den  britischer Utilitarismus, insbesondere an den Liberalismus des britischen Philosophen und Ökonom John Stuart Mill (1806–1873). Er  unterschied sich aber von Taguchi Ukichi (1855–1905) darin, dass er auch eine Schutzpolitik als Ausnahme zuließ. Seine im März 1886 veröffentlichten „Prinzipien der Ökonomie“ (経済原論, Keizai genron) wurden in vielen Auflagen veröffentlicht: sie war  die erste, leicht lesbare, vollständige Darstellung der Wirtschaftsprinzipien, die von einem Japanern verfasst wurde.
Andere wichtige Bücher sind „Commercial Policy Standards“ (商政標準, Shōsei hyōjun) 1886, das die Theorie der Wirtschaftspolitik zusammenfasst, und „Economic Policy Theory“ (経済策論, keizai sakuron) 1910, eine Sammlung von Kritiken.
Amano wurde mit dem Orden des Heiligen Schatzes ausgezeichnet.